# Next (magazyn)
Next – miesięcznik komputerowy wydawany przez Wydawnictwo Bauer od 24 września 2007 roku do sierpnia 2009 roku. Ostatnim numerem był 8/2009 wypuszczony na rynek 14 lipca 2009 roku. Od początku istnienia do wydania 6/2009 redaktorem naczelnym był Tomasz Zieliński, a ostatnich 3 wydań Marek Konderski (w tym jednego niewypuszczonego na rynek).
Magazyn wydawany był przez długi czas wyłącznie z dwuwarstwową płytą DVD (jednorazowo do numeru 1/2009 została dołączona płyta DVHD). Poruszał tematykę dla bardziej zaawansowanych użytkowników komputerów, konkurując głównie z Chipem i PC World. W początkowym okresie (październik – grudzień 2007) średni nakład wynosił 186 395 egzemplarzy, a średnia sprzedaż 101 803 egz.. Jednakże od 2008 roku sprzedaż magazynu sukcesywnie spadała, aż do 32 091 egz. w czerwcu 2009, przy nakładzie 66 970 egz.. Czytelnictwo, według Polskich Badań Czytelnictwa, wyniosło 1,16% w roku 2009
Wtedy też wydawnictwo zmieniło formułę pisma (inna oprawa graficzna, dostosowanie tematyki do szerszej grupy odbiorców) jednocześnie zmniejszając cenę z 9,90 do 4,90 PLN i rezygnując z dołączania płyty. W tej formie wydane zostały 2 numery (7/2009 i 8/2009), których sprzedaż wyraźnie wzrosła (do 44 tysięcy egzemplarzy w lipcu i sierpniu 2009).  Mimo tego Wydawnictwo Bauer, z powodu kryzysu finansowego i znacznego spadku przychodów (ze sprzedaży jak i z reklamy), zdecydowało się zamknąć miesięcznik w sierpniu 2009 roku.